# Valganna
Valganna est une commune italienne de la province de Varèse en Lombardie.

## Toponyme
C 'est un composé de vallée et Ganna, nom d'un des endroits situés dans la vallée qui se connecte au lombard ganda: glissement de terrain, de rochers.

## Administration
| Période                                  | Période     | Identité         | Étiquette | Qualité    |
| ---------------------------------------- | ----------- | ---------------- | --------- | ---------- |
| 14 juin 2004                             | 8 juin 2009 | Domenico Duca    |           |            |
| 8 juin 2009                              | En cours    | Giacomo Bignotti |           | architecte |
| Les données manquantes sont à compléter. |             |                  |           |            |

### Hameaux
Boarezzo, Ganna, Ghirla, Mondonico, Campubella, Passo dell'Alpe Tedesco, Ponte Inverso, San Gemolo, Pralugano, Casa Rombello, Motto, Le Casere, Chiesa della Valle, Casa Balzarino, Pradisci, Cà di sopra, Cà di sotto, Gerizzo, Poncione di Ganna, Monte Martica, Monte Val de' Corni, Monte Piambello

## Culture locale et patrimoine
- Villa Cesarina